# ユニバース (スーパーマーケット)

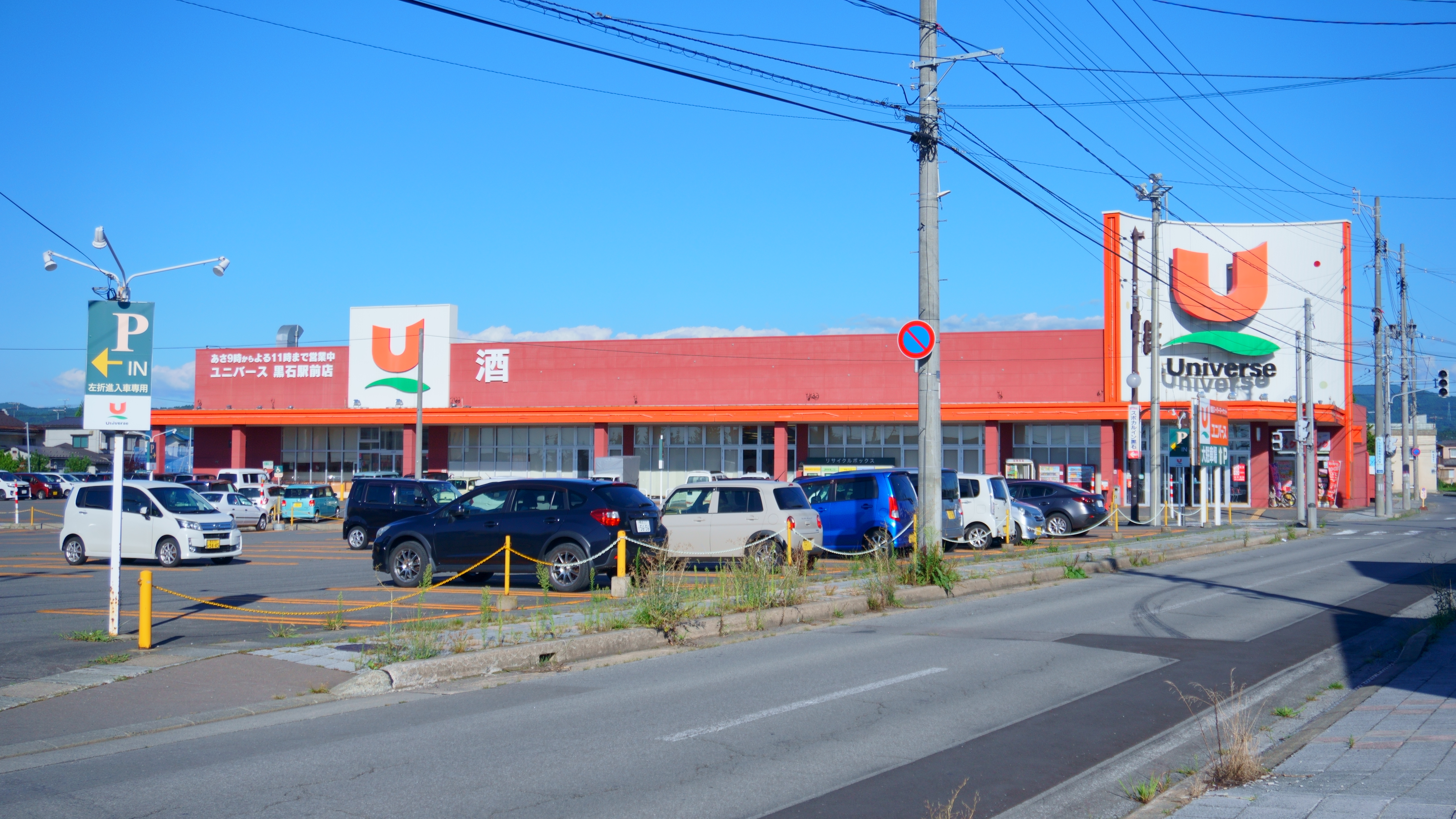
ユニバース黒石駅前店

株式会社ユニバース（英: Universe Co., Ltd.）は、青森・岩手・秋田に「ユニバース」の屋号でスーパーマーケットを展開するアークスグループの企業。
1978年（昭和53年）5月にCGCグループに加盟している。

## 歴史・概要

### 三萬呉服店から百貨店へ
（初代）三浦万吉が泉太呉服店から独立し、八戸・十三日町の後の丸美屋の一角で、1896年（明治29年）3月に三萬呉服店を創業したのが始まりである。
1922年（大正11年）に八戸・三日町に移転し、1924年（大正13年）5月16日の八戸大火で店舗が焼失した。同年に木造4階建ての旧館を開設したが、この再建時に従来の畳敷きの店舗から土足式に切り替えて入り易い店舗としたことで、その後の繁栄に繋げた。
1934年（昭和9年）3月5日に八戸市大字三日町7番8番合併地に資本金15万円で株式会社三萬呉服店を設立して法人化した。
第2次世界大戦中の1944年（昭和19年）に企業整備で廃業して木製飛行機の翼の製造に転じた。
戦後の1946年（昭和21年）に接収され、同年11月17日に治安対策として佐々木正太郎の経営で進駐軍向けのオリエンタルダンスホールが開設されると共に、1階にはビアホールが開設され、一角には憲兵隊が駐在して監獄も設置された。
1947年（昭和22年）2月にオリエンタルダンスホールが進駐軍専用から一般向けにも開放され、同年9月に三萬産業株式会社へ商号を変更した。
1951年（昭和26年）10月から接収解除が始まり、1952年（昭和27年）9月に株式会社三萬へ商号を変更し、同年11月に全館の接収が解除されて1階から順次営業を再開した。
1961年（昭和36年）10月18日に地下1階地上4階建ての新館を増築して旧館と接続し、百貨店法による百貨店となった。
屋上遊園地などを備えたデパートとして近隣からも買い物客を集め、丸美屋と共に八戸の商戦の中心となった。

### スーパーマーケットへの転換し、ユニバースが誕生
しかし、百貨店の業績が伸び悩むようになったことからスーパーマーケットに参入することになり、1967年（昭和42年）6月に売り場の改装を行ってS.S.D.D.Sとして新装開店した。
同年10月に株式会社ユニバースを設立し、第1号店として同年12月23日に「（初代）小中野店」を開店した。
そして、1969年（昭和44年）秋に株式会社三萬は百貨店を閉店し、店舗跡地をジャスコに売却した。
同年10月3日に三沢店を開店し、チェーン展開を始めた。

### 多角化と提携による事業拡大
1972年（昭和47年）4月に株式会社ホテルユニバースを設立し、同年12月12日にホテルユニバース八戸を開業して、ホテル事業にも参入した。
1977年（昭和52年）11月に「久慈店」を開店して岩手県へ進出し、1978年（昭和53年）5月にCGCジャパンに加盟した。
1981年（昭和56年）7月に関連会社のユニバース興産株式会社を設立し、1987年（昭和62年）8月に有限会社ダイユーを吸収合併して「（初代）上北町店」として開店した。
1993年（平成5年）8月にドラッグストア運営の株式会社ドラッグ・ユーを設立し、1995年（平成7年）11月に当社初の近隣型ショッピングセンターとして「三内ショッピングセンター『ラ・セラ』」を開店した。
1996年（平成8年）8月に株式会社ホテルユニバースの子会社としてポイントカードの（初代）株式会社エイカード・システムを設立し、同年10月に「ポイントユー」カードを導入した。
2002年（平成14年）10月に株式会社ファルと資本提携した。
しかし、2003年（平成15年）2月13日に株式会社ファルが東京地方裁判所に民事再生手続き開始を申し立て事実上倒産したため、同年9月に民事再生法の届け出が認可されたことに伴って株式会社ファルを完全子会社化し、2004年（平成16年）11月 - 株式会社ファルの店舗を直営化した。
2005年（平成17年）3月17日にユニバース穂並町店を業態転換して、フードディスカウント「パワーズU」十和田店として新装開店した。

### 関連会社の再編と上場
2005年（平成17年）4月に株式会社ホテルユニバースとユニバース興産株式会社を株式交換により子会社化すると共に、「株式会社みまん」の不動産リース事業を継承した。同月に「株式会社みまん」が飲食事業とカード事業を事業分割して完全子会社の「（2代目）株式会社エイカード・システム」と「（2代目）株式会社シェルブール」を設立し、同年6月に「（2代目）株式会社エイカード・システム」と「（2代目）株式会社シェルブール」の全株式を「株式会社みまん」より譲受して完全子会社化した。
2007年（平成19年）3月16日に株式会社八戸タウンセンターの第三者割当増資を引受けて出資比率を97.3%に引き上げて連結子会社化し、同年4月24日に東京証券取引所第二部へ上場した。これにより、青森県内では銀行（青森銀行・みちのく銀行〈いずれも東証一部上場〉）以外の企業としては初めての東証上場企業となった。八戸市に本社を置く企業では、ジャスダック市場のサンデーに次ぐ株式上場となる。
2008年（平成20年）3月21日に株式会社八戸タウンセンターを吸収合併、同年3月27日にホテルユニバース・シェルブール・Aカードホテルシステムの3社の株式全てをホスピタリティオペレーションズに譲渡してホテル事業から撤退した。同年7月にマルエス主婦の店より3店舗を譲受し、同年12月25日に東証第一部へ指定替えとなった。

### アークスとの統合へ
2011年（平成23年）10月21日に株式を交換してアークスの完全子会社となり、アークスは国内食品スーパーマーケット業界で売上高2位となった。これに伴い、ユニバースは10月18日に上場が廃止された。経営統合後もユニバースの社名・店名は存続している。
2014年（平成26年）3月31日に福島県の株式会社小池から八戸市内で三光ストアを運営していた株式会社リッツコーポレーションの全株式を取得して、同年4月に買収した三光ストアを新三光ストアに改称して新装開店し、同年9月1日に株式会社リッツコーポレーションと株式会社FINIを吸収合併した。
2016年（平成28年）8月に株式会社ドラッグ・ユーのドラッグストア事業をサンドラッグとアークスの合弁会社であるサンドラッグエースへ譲渡し、同年12月に株式会社ドラッグ・ユーを清算した。
2017年（平成29年）9月1日に八戸デリカセンターを開設し、同年10月16日に八戸デリカセンターで製造した惣菜を全店で販売開始した。
2020年（令和2年）2月27日に自社の食肉加工工場「ユニバース八戸食肉プロセスセンター」の稼働を開始し、同年2023年（令和5年）9月1日にユニバース興産株式会社を吸収合併した。

## 沿革

### 前身
- 1896年（明治29年）3月[4] - （初代）三浦万吉が泉太呉服店から独立して三萬呉服店を創業[2]。
- 1924年（大正13年）
  - 5月16日 - 八戸大火で店舗が焼失[6]。
  - 木造4階建ての[7]旧館を開設[2]。
- 1934年（昭和9年）3月5日 - 八戸市大字三日町7番8番合併地に資本金15万円で株式会社三萬呉服店を設立して法人化[8]。
- 1944年（昭和19年） - 企業整備で廃業して木製飛行機の翼の製造に転じる[7]。
- 1946年（昭和21年） - 店舗が接収される[9]。
- 1947年（昭和22年）9月 - 三萬産業株式会社へ商号を変更[15]。
- 1951年（昭和26年）10月 - 接収の一部解除を開始[7]。
- 1952年（昭和27年）
  - 9月 - 株式会社三萬へ商号を変更[15]。
  - 11月 - 全館接収解除[7]。
- 1961年（昭和36年）10月18日[16] - 地下1階地上4階建ての新館を増築して[17]、旧館と接続し[2]、百貨店法による百貨店となる[15]。
- 1967年（昭和42年）6月 - 売り場の改装を行ってS.S.D.D.Sとして新装開店[5]。
- 1969年（昭和44年）秋 - 三萬百貨店を閉店[21]

### ユニバース
- 1967年
  - 10月20日 - 株式会社ユニバースを設立[広報 1]。
  - 12月23日 - ユニバース第1号店として「（初代）小中野店」（八戸市）を開店[20]（1993年（平成5年）5月に新店舗へ移転開店）。
- 1968年（昭和43年）5月16日 - 十勝沖地震で被災[37]。
  - 10月3日 - 第2号店として三沢店を開店[23]。
- 1972年（昭和47年）
  - 4月 - 関連会社の株式会社ホテルユニバースを設立[24]。
  - 12月12日 - ホテルユニバース八戸を開業[25]。
- 1976年（昭和51年）5月9日 - ホテルユニバース青森を開業[38]。
- 1977年（昭和52年）11月 - 「久慈店」を開店し[26]、岩手県へ進出。
- 1978年（昭和53年）
  - 1月28日 - 第2ホテルユニバースを開業[39]。
  - 5月 - CGCジャパンに加盟[広報 2]。
- 1981年（昭和56年）7月 - 関連会社のユニバース興産株式会社を設立[27]。
- 1982年（昭和57年）
  - 3月 - 株式会社ホテルユニバースの子会社として（初代）株式会社シェルブールを設立[広報 2]。
  - 4月 - ホテルユニバース東京・茅場町を開業[40]。
- 1984年（昭和59年）3月 - 有限会社ダイユーと業務提携[広報 3]。
- 1985年（昭和60年）3月2日 - ホテルユニバース仙台を開業[41]。
- 1987年（昭和62年）8月 - 有限会社ダイユーを吸収合併し「（初代）上北町店」として開店[広報 2]。
- 1990年（平成2年）2月 - 出店用地確保のため、東京都荒川区に株式会社第百エステイトを設立[広報 2]。
- 1992年（平成4年）11月 - CIを導入し、ロゴマーク・ロゴタイプが変更。[要出典]
- 1993年（平成5年）8月 - ドラッグストア運営の株式会社ドラッグ・ユーを設立[広報 2]。
- 1994年（平成6年）11月 - 湊店（八戸市）を改装・業態転換し、食品ディスカウント「ビッグハウス」としてオープン。[要出典]
- 1995年（平成7年）11月 - 当社初の近隣型ショッピングセンターとして「三内ショッピングセンター『ラ・セラ』」を開店[28]。
- 1996年（平成8年）
  - 8月 - 株式会社ホテルユニバースの子会社としてポイントカードの（初代）株式会社エイカード・システムを設立[広報 2]。
  - 10月 - 「ポイントユー」カードを導入[広報 3]。
- 1997年（平成9年）2月 - 日配物流センターを開設[広報 3]。
- 1998年（平成10年）
  - 4月 - ショッピングセンターの開設を目的として株式会社八戸タウンセンターを設立[広報 2]。
  - 9月 - 本部を新築移転[広報 3]。
- 2002年（平成14年）
  - 4月 - 「株式会社みまん」が「（初代）株式会社エイカード・システム」と「（初代）株式会社シェルブール」を吸収合併[広報 2]。
  - 4月 - ホテルユニバース塩釜を開業。「ラ・セラ東バイパスショッピングセンター」（かつての亀屋みなみチェーンジョイフルシティみなみ東バイパス店）を開店。[要出典]
  - 10月 - 株式会社ファルと資本提携[29]。
- 2003年（平成15年）
  - 2月13日 - 株式会社ファルが東京地方裁判所に民事再生手続き開始を申し立て、事実上倒産[29]。
  - 9月 - 民事再生法の届け出が認可されたことに伴い、株式会社ファルを完全子会社化[広報 2]。
- 2004年（平成16年）
  - 7月13日 - 仕入先で構成するユニバース会を発足[42]。
  - 11月 - 株式会社ファルの店舗を直営化[広報 2]。
- 2005年（平成17年）
  - 3月17日 - ユニバース穂並町店を業態転換し、フードディスカウント「パワーズU」十和田店として新装開店[30]。
  - 4月 - 「株式会社みまん」の不動産リース事業を継承[広報 2]。
  - 4月 - 株式会社ホテルユニバースとユニバース興産株式会社を株式交換により子会社化[広報 2]。
  - 4月 - 「株式会社みまん」が飲食事業とカード事業を事業分割し、完全子会社の「（2代目）株式会社エイカード・システム」と「（2代目）株式会社シェルブール」を設立[広報 2]。
  - 6月 - 「（2代目）株式会社エイカード・システム」と「（2代目）株式会社シェルブール」の全株式を「株式会社みまん」より譲受し、完全子会社化[広報 2]。
- 2006年（平成18年）4月21日 - 株式会社ファルを吸収合併[広報 4]。
- 2007年（平成19年）
  - 3月16日 - 株式会社八戸タウンセンターの第三者割当増資を引受けて出資比率を97.3%に引き上げ、連結子会社化[広報 4]。
  - 4月24日 - 東京証券取引所第二部に上場[31][広報 5]。
- 2008年（平成20年）
  - 3月21日 - 株式会社八戸タウンセンターを吸収合併[広報 6]。
  - 3月27日 - ホテルユニバース・シェルブール・Aカードホテルシステムの3社の株式全てをホスピタリティオペレーションズに譲渡し、ホテル事業から撤退[広報 7]。
  - 7月 - マルエス主婦の店より3店舗を譲受[31]。
  - 8月21日[43] - マルエス主婦の店より譲受した店舗を改装し、Uマート桔梗野店とUマート弘大前店として開店[広報 14]。
  - 12月25日 - 東京証券取引所第一部へ指定替え[31][広報 5]。
- 2011年（平成23年）
  - 3月11日 - 東日本大震災により全店舗が停電し、久慈市と宮古市の店舗が津波で浸水[広報 15]。
  - 3月12日 - 全47店舗のうち43店舗で出入口付近で臨時営業[広報 15]。
  - 3月14日 - 全47店舗のうち45店舗で通常営業を再開[広報 15]。
  - 3月16日 - 津波で浸水した久慈市と店舗で営業を再開[広報 15]。
  - 3月末 - 津波で浸水した宮古市と店舗で営業を再開[広報 15]。
  - 10月18日 - 東証一部の上場を廃止[広報 8]。
  - 10月21日 - アークスの完全子会社となる[32]。
- 2014年（平成26年）
  - 3月28日 - 十和田市の株式会社FINI（十和田市駅駅ビル跡地の再開発を行っていた業者）の全株式を取得。[要出典]
  - 3月31日 - 福島県の株式会社小池から八戸市内で三光ストアを運営していた株式会社リッツコーポレーションの全株式を取得[34]。リッツコーポレーション運営店舗を「新 三光ストア」とする。
  - 4月 - 買収した三光ストアを新三光ストアに改称して新装開店[35]。
  - 9月1日 - 株式会社リッツコーポレーションと株式会社FINIを吸収合併[広報 9]。
- 2015年（平成27年）11月 - 盛岡低温物流センターを開設[広報 3]。
- 2016年（平成28年）
  - 7月 - 小中野店でネットスーパー1号店を開業[広報 3]。
  - 8月 - 株式会社ドラッグ・ユーのドラッグストア事業をサンドラッグとアークスの合弁会社であるサンドラッグエースへ譲渡[広報 10]。
  - 12月 - 株式会社ドラッグ・ユーを清算[広報 10]。
- 2017年（平成29年）
  - 9月1日 - 八戸デリカセンターを開設[広報 11]。
  - 10月16日 - 八戸デリカセンターで製造した惣菜を全店で販売開始[広報 11]。
- 2019年（平成31年／令和元年）
  - 10月1日 - 消費税増税に伴う混乱を避けること、アークスグループの基幹業務システムの導入・稼働確認のため全店舗で臨時休業とした。全店舗での休業は元旦休日以外では東日本大震災以来。[広報 16]
- 2020年（令和2年）2月27日 - 自社の食肉加工工場「ユニバース八戸食肉プロセスセンター」の稼働を開始[36][広報 12]。
- 2021年（令和3年）
  - 1月1日 - 新型コロナウイルス感染症が広がる中で不安やリスクを抱えながら働いている従業員とその家族に感謝を込めて、例年の元日に続き、1月2日も全店休業とした。これにより、1月3日から初売りを開始した[広報 17][44]。初売りを遅らせる方針は働き方改革も考慮して以降も継続する[広報 18]。
- 2023年（令和5年）9月1日 - ユニバース興産株式会社を吸収合併[広報 13]。

## 店舗
最新の店舗一覧については店舗一覧を参照
食品スーパーの「ユニバース」「Uマート」「ファル」、食品ディスカウントストアの「パワーズU」「ビッグハウス」を運営・展開している。2014年（平成26年）4月にリッツコーポレーションから譲り受けた店舗を「新 三光ストア」として新装開店していたが、同年夏に「ユニバース」に転換した。
ユニバース
ユニバースが運営する中型店、大型店の食品スーパー。
Uマート
2008年に経営破綻した株式会社マルエス主婦の店（青森県弘前市）から譲渡された店舗を改装した店舗。2024年10月12日に桔梗野店が移転のため閉店し、この屋号で運営する店舗が消滅。
ファル
2006年（平成18年）4月21日に株式会社ファルを吸収合併した。
パワーズU
食品ディスカウントストア。
ビッグハウス
食品ディスカウントストア。同じCGCグループのベルプラス（当時はベル開発、現在はベルジョイスで同じアークスグループ）からディスカウントストアのノウハウ提供を受けて開設。

## 転換した店舗
ビッグハウス湊店（八戸市湊町穴畑6、1978年（昭和53年）開店）
売場面積1,380m2、駐車台数約150台。
1994年11月に「ユニバース」から転換。
パワーズU十和田店（十和田市穂並町6-1）
2005年（平成17年）3月17日に穂並町店を業態転換し、フードディスカウント「パワーズU」十和田店として新装開店した。
ユニバース新井田店（八戸市）
リッツコーポレーションから継承した店舗。2014年6月に増床改装したうえで「新 三光ストア」から「ユニバース」へ転換した。

## 移転した店舗
店舗名は旧店舗名（特に記載のない場合は移転後も店舗名を継承している）

### 青森県
（初代）ユニバース小中野店（八戸市小中野4-6-14、1967年（昭和42年）12月23日開店 - ）
売場面積1,180m2
ユニバースの1号店として開店。1993年5月に移転し、旧店舗は解体の上マンションとなった。
ユニバース湊高台店（八戸市）
2014年（平成26年）12月に移転の形で（2代目）湊高台店を開設
新 三光ストア桔梗野店
八戸市桔梗野にあった。リッツコーポレーションから継承した店舗。2014年11月7日に閉店。
2014年（平成26年）12月に移転の形でユニバース桔梗野店を開設
（初代）ユニバース上北町店（上北郡上北町上野32-28）
2005年7月に移転。
ユニバース十和田店 → 東一番町店（十和田市東一番町1-60、1981年（昭和56年）10月21日開店）
延べ床面積4,350m2、売場面積1,596m2。
2016年11月に移転の形で「ユニバース十和田東ショッピングセンター」にユニバース十和田東店を開設。
Uマート桔梗野店（弘前市）
2008年（平成20年）7月に倒産したマルエス主婦の店から譲受し、同年8月21日に「Uマート 桔梗野店」として新装開店した。
2024年（令和6年）10月に近隣のハルル樹木で営業していたさとちょう樹木店（ヱスヱス商事運営）の店舗跡に「ユニバース 樹木店」として移転。移転先の店舗面積が従来の1.5倍となるほか、既に八戸市に「ユニバース 桔梗野店」があるため、屋号と店舗名が変更された。

### 岩手県
ユニバース久慈店 → （初代）久慈川崎町店（久慈市川崎町第1地割69、1977年（昭和52年）11月開店）
延べ床面積2,282m2、売場面積1,431m2。
2008年（平成20年）10月に隣接地に（2代目）久慈川崎町店を開設したことに伴い、スクラップアンドビルドの形で閉店し、店舗は解体された。
ファル茶畑店（盛岡市中野1-26-10、1980年（昭和55年）6月開店 - 2008年（平成20年）10月14日閉店)
売場面積708m2。
むらかみ食品の新たな郊外型店舗業態1号店として開店し、レストランや園芸専門店を併設していた。
2008年（平成20年）11月に隣接地に中野店を開設したことに伴い、スクラップアンドビルドの形で閉店し、店舗は解体された。
ユニバース種市店（洋野町）
2014年（平成26年）10月に移転の形で（2代目）種市店を開設
ユニバース二戸福岡店（二戸市福岡字八幡下59-14、1975年（昭和50年）10月 むらかみ食品二戸店開店）
売場面積657m2。
2014年10月30日に閉店。
2014年（平成26年）11月に移転の形で二戸荷渡店を開設
新 三光ストア軽米店（軽米町）
リッツコーポレーションから継承した店舗。2014年10月28日に閉店。
2014年（平成26年）11月に移転の形でユニバース軽米店を開設
ユニバースみたけ店（盛岡市、2005年（平成17年）7月開店 - ）
2018年（平成30年）10月12日に移転の形で「アクロスプラザ盛岡みたけ」にユニバース盛岡みたけ店を開設。

## 閉店した店舗

### 青森県
- （初代）三萬呉服店（八戸・十三日町[3]、1896年（明治29年）3月開店[4]）
- （2代目）三萬呉服店 → 三萬（八戸市大字三日町7番8番合併地[56]、1922年（大正11年）開店[5]）
  - 延べ床面積2,678m2[56]、売場面積2,214.215m2[5]
- ユニバースニチイ店（八戸市六日町25松和ビル地下1階[48]、）
  - 八戸市六日町にあったニチイ八戸店（1996年(平成8年)閉店、現在はパチンココンサートホール八戸店）の地下一階に食品スーパーテナントとして入居していた。1971年10月開店、1994年5月閉店。[要出典]
- ユニバース吹上店（八戸市中居林花草谷地20-1[57]）
  - 1973年7月開店、1993年5月閉店。[要出典]
- ユニバース佃店（青森市佃251-3[58]）
  - 1983年6月開店[要出典]、2002年9月23日閉店[59]。
- ユニバース三沢店（三沢市幸町1-20-4[23]、1969年（昭和44年）10月3日開店[23]）
  - 売場面積550m2[23]
- ユニバース幸町店（三沢市幸町3-12-10[51]、?開店[23]）
  - 2005年10月15日閉店。[要出典]
- Uマート弘大前店（弘前市大字富田3-7-8[60]、2008年（平成20年）8月21日開店[43] - 2020年（令和2年）6月30日閉店[61]）
  - 1986年に「マルサン 富田店」として開業[62]。その後、マルエスが引き継ぎ「マルエス 弘大前店」となる[62]。2008年（平成20年）7月に倒産したマルエス主婦の店から譲受し[広報 14]、同年8月21日に「Uマート 弘大前店」として新装開店した[43]。店舗建物老朽化が進んだうえ、敷地が狭くて建て替えが困難なことから閉店となった[61]。

### 岩手県
- ファル滝沢ニュータウン店（1989年開店 - 2007年（平成19年）4月20日閉店[広報 27]）
- ユニバース巣子店（滝沢市滝沢13巣子156-6[63]、1983年（昭和58年）12月開店[64] - 2019年（平成31年）2月閉店[広報 28]）
  - 売場面積1,193m2[64]。
  - 2004年6月にファルから営業譲受してユニバースとして営業開始したが、近隣にユニバース盛岡みたけ店やグループ会社のベルジョイスが運営するビッグハウス巣子店が立地していることや、建物の老朽化が激しい事などから2019年4月に建物の賃貸契約が満了するのを機に2019年2月17日をもって閉店。[要出典]
- （2代目）ファル上田店(盛岡市本町通3-12-15[65]、1969年（昭和44年）4月移転・開店[66] - 2022年（令和4年）9月8日閉店[67]) 
  - 延べ床面積1,748m2[68]、売場面積660m2[65] → 1,410m2[68]。
  - 1946年（昭和21年）10月に村上嘉兵衛が上田1丁目で「鮮魚店村上魚店」として開いた[54]上田店を移転する形で開店した[66]。
  - 建物の老朽化のため、2022年9月8日で閉店[69]。

## イメージソング
- 「とても幸せ。」 - ユニバース全店の店内で流れている[要出典][広報 29]。

## 過去に存在した関連会社
株式会社ドラッグ・ユー
ユニバースの店舗内で「ドラッグ・ユー」の名称でドラッグストア事業を運営していた子会社。2016年（平成28年）8月にサンドラッグとアークスの合弁会社であるサンドラッグエースへドラッグストア事業を譲渡し、同年12月に清算された。
ユニバース興産株式会社（八戸市城下2-8-16、1981年（昭和56年）7月設立）
保険代理店。
株式会社ファル（岩手県盛岡市）
元は「ファル」の屋号でスーパーを経営していた。2002年（平成14年）10月にユニバースが資本・業務提携。経営難により2003年2月13日に東京地方裁判所へ民事再生法の適用を申請して経営破綻した。破綻後、ユニバースが支援を行い不採算店舗の閉鎖を行い、19店舗から10店舗と経営を圧縮。2003年9月にユニバースがファルへ全額出資を行い完全子会社とした。
スーパー事業はユニバースへ譲渡し、法人としてのファルはユニバース各店の酒販事業を行う会社として存続していたが、2006年（平成18年）4月21日付けで親会社のユニバースへ吸収合併された。
株式会社リッツコーポレーション（青森県八戸市）
福島県のリオン・ドールコーポレーションのグループ企業で、八戸市内で「三光ストア」を運営していた株式会社三光の事業を2013年に継承した企業であったが、2014年3月31日にユニバースが株式を取得。2014年9月1日にユニバースへ吸収合併された。
株式会社ホテルユニバース
5店舗のビジネスホテルを運営していた子会社。スーパー事業に専念するため2008年3月にホスピタリティオペレーションズに譲渡した。2009年12月31日にホスピタリティオペレーションズに吸収合併されて、運営していたホテルが「スマイルホテル」に名称変更された。
株式会社Aカードホテルシステム
ホテルポイントカード「Aカード」の事業を運営していた子会社。ホテルユニバースと共にホスピタリティオペレーションズへ譲渡。
株式会社シェルブール
ホテルユニバース内のレストラン事業を運営していた子会社。ホテルユニバースと共にホスピタリティオペレーションズへ譲渡。2009年12月31日にホスピタリティオペレーションズに吸収合併された。
株式会社FINI
かつてダイエーのフランチャイズ店舗として運営していたものの、2007年3月で閉店したとうてつ駅ビル店（十和田市）の再開発を行うため、地元不動産会社の合弁で設立されたが、具体的な計画が決定しないまま建物の取り壊しが終わった後の2014年3月にユニバースが全株式を取得。2014年9月1日にユニバースへ吸収合併された。

#### 広報資料・プレスリリースなど一次資料
1. 1 2 3 4 5 6 7 8  『第63期 統合報告書』 アークス、2024年6月12日。pp37
2. 1 2 3 4 5 6 7 8 9 10 11 12 13 14 15 16 17 18 19 20 21 22 23  『第40期 有価証券報告書』 ユニバース、2007年7月18日。pp4
3. 1 2 3 4 5 6 7  “企業情報”.   株式会社ユニバース. 2024年7月24日閲覧。
4. 1 2 3 4 5  『第40期 有価証券報告書』 ユニバース、2007年7月18日。pp6
5. 1 2 3 4  『第49期 有価証券報告書』 ユニバース、2009年7月16日。pp33
6. 1 2  『第41期 有価証券報告書』 ユニバース、2008年7月11日。pp7
7. 1 2 3 4 5  『第41期 有価証券報告書』 ユニバース、2008年7月11日。pp21
8. 1 2  『第45期 半期報告書』 ユニバース、2011年12月6日。pp7
9. 1 2  『第54期 有価証券報告書』 アークス、2015年5月27日。pp51
10. 1 2 3 4  『第56期 有価証券報告書』 アークス、2017年5月23日。pp5
11. 1 2 3  『第57期 報告書』 アークス、2018年5月25日。pp4
12. 1 2  『第59期 報告書』 アークス、2020年5月27日。pp4
13. 1 2  『第63期 有価証券報告書』 アークス、2024年5月28日。pp10
14. 1 2 3 4 5 6 7  『第42期 有価証券報告書』 ユニバース、2009年7月16日。pp10
15. 1 2 3 4 5  『第44期 有価証券報告書』 ユニバース、2011年7月14日。pp10
16. ↑  “新着情報”.   株式会社ユニバース. 2019年10月22日閲覧。[リンク切れ]
17. ↑  “2021年元日・１月２日 全店休業のお知らせ 新着情報｜”.   株式会社ユニバース (2020年12月3日). 2021年11月24日閲覧。
18. ↑  “2024年元日・1月2日　全店休業のお知らせ”.   株式会社ユニバース (2023年12月4日). 2024年1月14日時点のオリジナルよりアーカイブ。2024年8月1日閲覧。
19. ↑  “「ユニバース新井田店」増床オープンのお知らせ” (PDF).   株式会社ユニバース (2014年5月29日). 2015年5月31日時点のオリジナルよりアーカイブ。2024年8月1日閲覧。
20. 1 2 3 4 5  『第54期 有価証券報告書』 アークス、2015年5月27日。pp11
21. ↑  “「ユニバース桔梗野店」の新築オープン工事に伴う 「新 三光ストア桔梗野店」閉店のお知らせ” (PDF).   株式会社ユニバース (2014年10月31日). 2014年11月3日時点のオリジナルよりアーカイブ。2024年8月1日閲覧。
22. ↑  “「ユニバース桔梗野店」移動・新築オープンのお知らせ” (PDF).   株式会社ユニバース (2014年12月4日). 2014年11月3日時点のオリジナルよりアーカイブ。2024年8月1日閲覧。
23. ↑  『第56期 有価証券報告書』 アークス、2017年5月23日。pp10
24. ↑  “「ユニバース樹木店（現 Uマート桔梗野店）」 移転オープンのお知らせ”.   株式会社ユニバース (2024年10月8日). 2024年10月16日閲覧。
25. ↑  “「ユニバース二戸荷渡店（合同庁舎通り）」の新築オープンと「ユニバース二戸福岡店」閉店のお知らせ”.   株式会社ユニバース (2014年10月24日). 2015年5月31日時点のオリジナルよりアーカイブ。2024年8月1日閲覧。
26. ↑  “「ユニバース軽米店」の新築オープン工事に伴う「新 三光ストア軽米店」閉店のお知らせ” (PDF).   株式会社ユニバース (2014年10月22日). 2014年11月3日時点のオリジナルよりアーカイブ。2024年8月1日閲覧。
27. ↑  『第40期 有価証券報告書』 ユニバース、2007年7月18日。pp9
28. ↑  『第58期 有価証券報告書』 アークス、2019年5月23日。pp17
29. ↑  [リンク切れ]
30. 1 2 3  『第40期 有価証券報告書』 ユニバース、2007年7月18日。pp5